# ولاية سمسون
وِلَايَةُ سَمْسُون (بالتركية: صامسون ولایت/Samsun ili) ولاية تركية وتقع في شمال البلاد على البحر الأسود. عاصمتها مدينة سمسون تبلغ مساحتها 9,474 كم2 ويبلغ عدد سكانها 1,209,137 نسمة كما يبلغ معدل الكثافة السكانية 127/كم2.

## أعلام
- فاضل أحمد باشا الكوبريللي